# Rob Portman
Robert Jones (Rob) Portman (Cincinnati, Ohio, 19 december 1955) is een Amerikaanse politicus van de Republikeinse Partij. Tussen 2011 en 2023 was hij senator voor Ohio. Daarvoor was hij van 1993 tot 2005 afgevaardigde voor het 2e district van Ohio.
- International Standard Name Identifier: 0000 0000 5352 8643
- Library of Congress Control Number: no2006022903
- SNAC: w64w1tzw
- Biographical Directory of the United States Congress: P000449
- Virtual International Authority File: 4678263
- WorldCat: E39PBJqBvPKgPQqV7xRbxmVcT3